# Agrypina Olgierdówna
Agrypina Olgierdówna (ur. przed 1342, prawd. zm. 1393) − córka Olgierda Giedyminowicy, żona księcia Suzdala Borysa.
Wyszła za księcia Borysa z Suzdala w 1354. Wydarzenie to potwierdza tylko Kronika z Supraśla, transkrypcja Kroniki Litewskiej. Jedna z kronik rosyjskich potwierdza fakt zawarcia małżeństwa, nie podając jednak imion małżonków. Mąż Agrypiny próbował przejąć kontrolę nad Niżnym Nowogrodem, ale uniemożliwił mu to książę moskiewski Dymitr Doński.